# Andrew Gurr
Andrew Gurr (7 agosto 1944) è un diplomatico e politico britannico, dal 1994 al 1999 è stato il Capo dell'esecutivo delle Isole Falkland.